# Zhang Jinjing
Zhang Jinjing (República Popular China, 1 de noviembre de 1977) es un gimnasta artístico chino, subcampeón olímpico en el concurso por equipos en los Juegos Olímpicos de Atlanta 1996 y dos veces campeón del mundo, también en el concurso por equipos, en Sabae 1995 y Lausana 1997.

## Carrera deportiva
En el Mundial de Sabae (Japón) de 1995 consigue la medalla de oro en el concurso por equipos —China gana el oro, Japón la plata y Rumanía el bronce— y además una medalla de bronce en barra fija, tras el alemán Andreas Wecker (oro), el japonés Yoshiaki Hatakeda y empatado a puntos con el búlgaro Krasimir Dounev.
En los Juegos Olímpicos de Atlanta 1996 consigue una plata en el concurso por equipos, tras Rusia (oro) y por delante de Ucrania (bronce). Sus seis compañeros en el equipo chino eran: Fan Bin, Fan Hongbin, Huang Huadong, Huang Liping,
Li Xiaoshuang y Shen Jian.
En el Mundial de Lausana 1997 gana el oro en el concurso por equipos, por delante de Bielorrusia y Rusia; en esta ocasión los cinco otros componentes del equipo chino eran: Shen Jian, Li Xiaopeng, Huang Xu, Lu Yufu y Xiao Junfeng.